# I Can't Help Myself
I Can't Help Myself è un singolo del gruppo musicale statunitense Four Tops pubblicato nel 1965 dalla Motown Records.

## Descrizione
Scritto e prodotto dal principale team di produttori della Motown, Holland–Dozier–Holland, I Can't Help Myself è uno dei brani della Motown più conosciuti degli anni Sessanta.
Il cantante principale Levi Stubbs, accompagnato dagli altri tre Tops e dagli Andantes, professa il suo amore a una donna: «Sugar pie, honey bunch/I'm weaker than a man should be!/Can't help myself/I'm a fool in love, you see». La progressione melodica e degli accordi è molto simile a quella delle Supremes nel successo del 1964 Where Did Our Love Go, altrettanto scritta da Holland-Dozier-Holland.
Il titolo tra parentesi Sugar Pie, Honey Bunch compare solo su alcune vecchie ristampe del singolo.
La canzone ha avuto reinterpretazioni da parte di molti artisti nel corso degli anni, incluse delle versioni realizzate per spot pubblicitari.

## Accoglienza e successo commerciale
Il singolo raggiunse la 1ª posizione nella classifica rhythm and blues e nella classifica generale di Billboard per due settimane non consecutive, dal 12 al 19 giugno e dal 26 giugno al 3 luglio 1965. Billboard lo classificò secondo brano di maggiore successo del 1965. I Can't Help Myself fu la prima canzone dei Four Tops ad entrare nei primi 40 posti in classifica nel Regno Unito raggiungendo la 23ª posizione nell'estate 1965 e poi la 10ª con la sua ristampa nella primavera 1970.

## Critica
Il periodico Rolling Stone collocò I Can't Help Myself al 415º posto nella sua lista delle "500 più grandi canzoni di tutti i tempi".
Secondo il critico di Allmusic Ed Hogan il titolo sarebbe un'ammissione obliqua da parte di Dozier di non poter resistere a riciclare i suoi successi precedenti.

## Formazione
- Levi Stubbs – voce principale
- Cori di Abdul "Duke" Fakir, Renaldo "Obie" Benson, Lawrence Payton e The Andantes (Jackie Hicks, Marlene Barrow e Louvain Demps)
- Strumenti di Funk Brothers e Detroit Symphony Orchestra (archi)
  - Basso di James Jamerson[6]
  - Sassofono baritono di Mike Terry[7]
- Scritta da Brian Holland, Lamont Dozier, e Edward Holland, Jr.
- Prodotta da Brian Holland e Lamont Dozier

## Classifiche
| Classifica (1958-2018)           | Posizione |
| -------------------------------- | --------- |
| Classifica generale di Billboard | 479       |

## Reinterpretazioni di altri artisti
Le Supremes ne incisero una loro versione tra il 1965 e il 1966 per il loro album The Supremes A' Go-Go. Il complesso che le accompagnava, i Funk Brothers, era quello che all'epoca accompagnava anche i Four Tops ed era in gran parte, se non totalmente, composto dagli stessi musicisti che avevano suonato nell'originale.
Nel 1967 gli stessi Four Tops ne realizzarono una versione speciale in italiano intitolata Piangono gli uomini (The Men Cry).
Nell'inverno 1969 Johnny Rivers realizzò una sua versione della canzone.  La sua interpretazione conquistò la 2ª posizione nella classifica del Sudafrica.
Donnie Elbert arrivò al 22º posto nella classifica generale di Billboard nel 1972 con la sua versione, che era il seguito della sua interpretazione del brano delle Supremes Where Did Our Love Go.
Nel 1980 Bonnie Pointer ne fece un successo dance portando la canzone alla 40ª posizione nella classifica pop, alla 42ª in quella soul e alla 4ª in quella dance.
Una reinterpretazione del gruppo musicale country statunitense Billy Hill guadagnò il 58º posto nella classifica country di Billboard nel 1989.
L'etichetta di revival della Motown di Ian Levine, la Motorcity Records, ne pubblicò una sua versione nel 1989 nella serie di raccolte "All-Stars". La formazione di musicisti fu composta riunendo tutti i cantanti possibili della Motown che il produttore Levine fu in grado di reperire. Il fratello di Levi Stubbs, Joe, contattò Levi per registrare il brano (entrambi i fratelli compaiono nella canzone) così come i cantanti Sammy Ward, Cal Gill dei Velvelettes, Carolyn Crawford e C.P. Spencer degli Originals, la totalità dei quali aveva precedentemente inciso alla Motown. Molti altri vecchi artisti della Motown sono visibili sullo sfondo del videoclip che accompagna il singolo, inclusa la ex moglie di Berry Gordy, Raynoma Gordy Singleton, e l'ex capo del reparto sviluppo artistico, Maxine Powell.

## Versione di LaToya Jackson
I Can't Help Myself è un singolo estratto dall'album Stop in the Name of Love della cantautrice e ballerina statunitense LaToya Jackson. Fu pubblicato nel 1995.

### Tracce
1. I Can't Help Myself – 3:30 (Holland, Dozier)
2. Baby Love – 3:19